# خوداهلی‌سازی

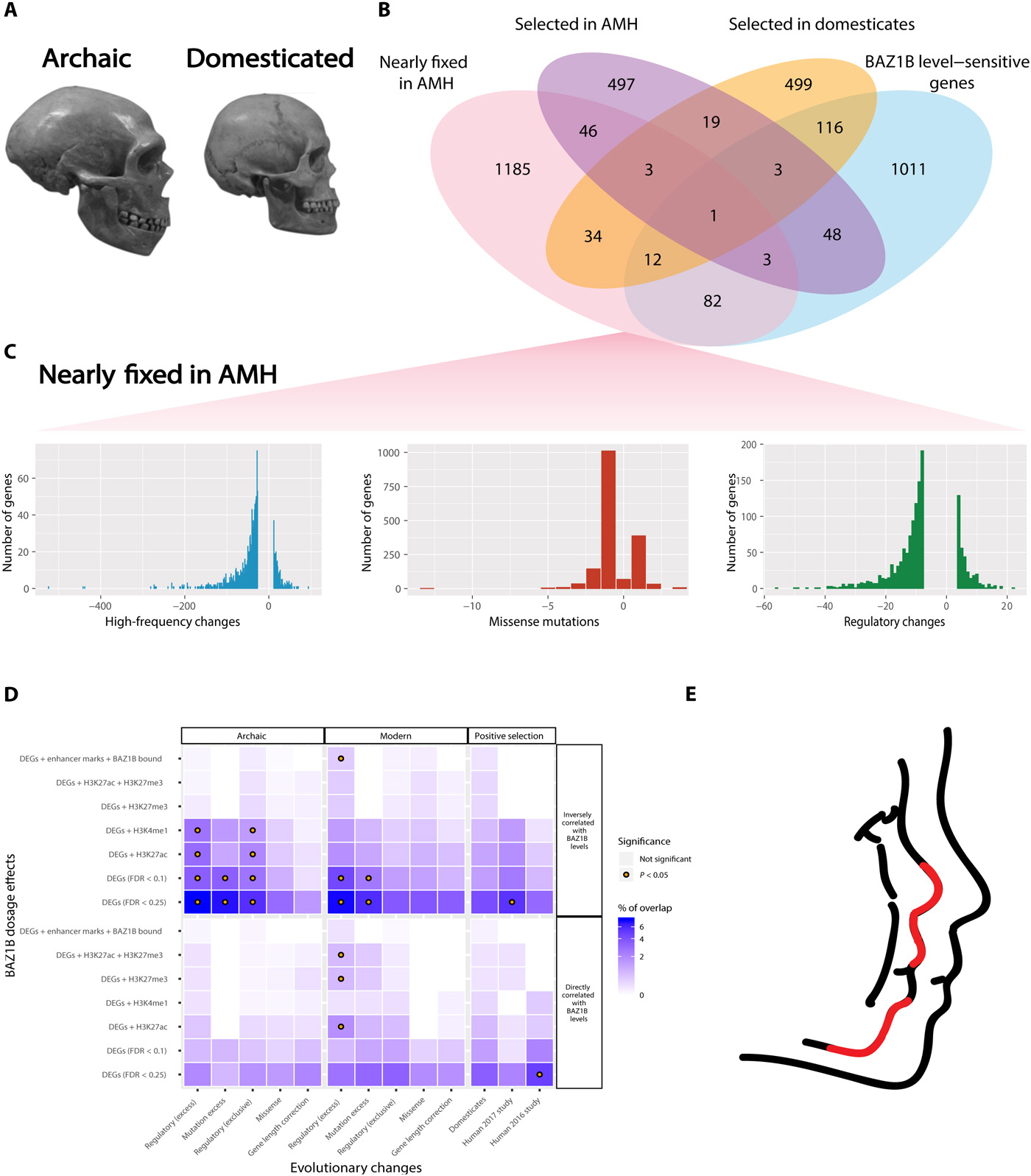
خوداهلی‌سازی

خوداهلی‌سازی (انگلیسی: Self-domestication) یک فرضیه علمی است که نشان می‌دهد، همانند اهلی کردن جانوران، فرایند انتخاب مصنوعی (زادگیری گزینشی) در بین اعضای گونهٔ انسان توسط خود انسان انجام شده است. به این ترتیب، در طول فرایند انسان‌سازی، ترجیح افراد با رفتارهای مشارکتی و اجتماعی برای بهینه‌سازی منفعت کل گروه نشان داده می‌شد: اطاعت و مطیع بودن، زبان و هوش هیجانی طی این فرایند زادگیری گزینشی افزایش یافته است. این فرضیه مطرح است که این همان چیزی است که هومو ساپینس (انسان) را از انسان نئاندرتال و هومو ارکتوس (انسان راست‌قامت) متمایز می‌کند.

## خاستگاه و وضعیت فرضیه
فرضیه خود اهلی کردن این ایده است که در محیط اجدادی، جوامع اولیه انسانی به‌طور جمعی افراد مستعد به انواع خاصی از پرخاشگری را کشتند: تکبر، قلدری، خشونت تصادفی، و انحصار غذا و شرکای جنسی. با گذشت زمان، اجداد ما انسان‌هایی را که معمولاً نرها بودند، حذف کردند که نسبت به اعضای گروه خود بسیار پرخاشگر بودند. اگر مزاحم وجود داشت، دیگر مردان کمتر سلطه جو برای سازماندهی و ارتکاب قتل دسته جمعی علیه آنها توطئه کردند. انسان‌ها با بیرون کشیدن افراد پرخاشگر یکدیگر را اهلی کردند. این باعث شد که ما به میمون‌های نسبتاً صلح آمیزی تبدیل شویم.
به‌طور کلی، جانوران اهلی دارای ویژگی‌های مشترکی هستند که آنها را از همتایان غیراهلی خود متمایز می‌کند (به عنوان مثال، در مورد سگ در مقایسه با خویشاوندان خود، گرگ، در میان بسیاری موارد دیگر): آنها تمایل دارند مطیع تر و بازیگوش تر باشند، رفتار تهاجمی کمتری از خود نشان دهید و نوتنی در انسان مشخص شود که اغلب منجر به بدن کوچک‌تر، مغز و جمجمه کمی کوچک‌تر، و همچنین دندان‌ها و فک کوتاه‌تر می‌شود.
یکی از اولین کسانی که به‌طور علمی مشاهده کرد که انسان‌ها ویژگی‌های مشابهی دارند، طبیعت‌شناس، انسان‌شناس، و پزشک یوهان فریدریش بلومنباخ در حدود سال ۱۸۰۰ بود. نویسنده پایان نامه "De generis humani varietate nativa" ("دربارهٔ تغییرات طبیعی در اصل و نسب انسان") در نتیجه این فرضیه را مطرح کرد که انسان‌ها می‌توانستند اهلی شده باشند.
چند سال بعد، چارلز داروین با استفاده از فرگشت به این موضوع پرداخت که قبلاً روند زادگیری گزینشی را در جانوران در نظر گرفته بود. او که نمی‌توانست مفهوم اهلی‌سازی انسان را از منظری منحصراً علمی توضیح دهد (به سؤال «چه کسی انسان‌ها را اهلی کرد» فقط می‌توان به [دین] یا خداباوری پاسخ داد)، در نهایت این فرضیه را رد کرد.